# بریکس
بریکس (به انگلیسی: BRICS) یک سازمان بین‌دولتی با عضویت برزیل، روسیه، هند، چین، آفریقای جنوبی، مصر، اتیوپی و امارات متحده عربی، ایران و اندونزی و بولیوی و نیجریه است. این سازمان که نخست برای برجسته‌سازی فرصت‌های سرمایه‌گذاری شکل گرفت، به شکل یک بلوک ژئوپلتیک تکامل پیدا کرد و از سال ۲۰۰۹ حکومت‌های آن‌ها سالانه نشست‌های رسمی برگزار می‌کنند و سیاست‌های چندجانبه را با هم هماهنگ می‌کنند. روابط دوجانبه میان بریکس عمدتاً بر اساس عدم مداخله، برابری و یاری متقابل انجام می‌شود.
گروهی از قدرت‌های اقتصادی نوظهور یعنی برزیل، روسیه، هند، چین و آفریقای جنوبی، بریک را تشکیل دادند. در ابتدا نام این گروه بریک نام داشت اما پس از پیوستن آفریقای جنوبی، به بریکس تغییر نام یافت. در ۲۴ اوت ۲۰۲۳، اعلام شد که از ۱ ژانویه ۲۰۲۴، شش کشور آرژانتین، اتیوپی، امارات متحده عربی، ایران و مصر می‌توانند به جمع این گروه اضافه شوند. کشورهای بنیان‌گذار بریکس یعنی برزیل، روسیه، هند و چین نخستین نشست خود را در سال ۲۰۰۹ و در یکاترینبورگ برگزار کردند. آفریقای جنوبی یک سال بعد به این سازمان پیوست. مصر، اتیوپی، ایران و امارات متحده عربی نیز در ۱ ژانویه ۲۰۲۴ به این سازمان پیوستند. دولت جدید آرژانتین به رهبری خاویر میلئی با ارسال نامه‌ای به رهبران کشورهای عضو بریکس از عضویت در این سازمان بین‌المللی انصراف داد. عربستان سعودی طبق برنامه قبلی در ۱ ژانویه ۲۰۲۴ به بریکس نپیوست، اما چند روز بعد اعلام کرد که گزینهٔ پیوستن را همچنان در نظر دارد.
هرچند پنج کشور مؤسس گروه بریکس همگی در ردهٔ کشورهای درحال توسعه یا اقتصادهای درحال ظهور هستند، اما عموماً به واسطهٔ اقتصادهایی با رشد پرشتاب و فراگیر و نفوذ تأثیرگذار بر امور جهانی و منطقه‌ای از دیگر کشورها متمایز می‌شوند. بریکس نمایانگر نیمی از جمعیت جهان است و ۲۸٪ قدرت اقتصادی دنیا را در اختیار دارد. در سال ۲۰۱۸ ترکیب‌بندی اسمی تولید ناخالص داخلی این گروه، حدود ۵۷ تریلیون دلار آمریکا بود. از سال ۲۰۲۲، این گروه به‌دنبالِ گسترش عضویت بوده و چند کشور در حال توسعه برای پیوستن به آن تمایل داشته‌اند.
بریکس از سوی تحلیل‌گران هم مورد ستایش و هم مورد انتقاد است. برخی در غرب، نهادهای بریکس را به‌عنوان جایگزینی برای نهادهایی مانند گروه هفت، که از اقتصادهای پیشرو جهان هستند، در نظر می‌گیرند. برخی دیگر این گروه را ائتلافی ناهمگون از کشورها توصیف می‌کنند که با اهداف غرب‌ستیزی و آمریکاستیزی شکل گرفته است. بریکس ابتکارات رقیبی مانند بانک توسعه نوین، سازوکار ذخیره اضطراری بریکس،بریکس پی، انتشارات آماری مشترک بریکس و ارز ذخیره سبدی بریکس را ایجاد کرده است. در ۱۵ سال اول فعالیت خود، بریکس نزدیک به ۶۰ نهاد درون‌گروهی، از اتاق‌های فکر گرفته تا گفت‌وگوها، در ۳۴ موضوع مختلف تأسیس کرده است. پنج عضو اولیه بریکس و اندونزی همچنین عضو گروه ۲۰ هستند.

## تاریخچه
ایدهٔ شکل‌گیری گروهی به نام بریک، در سال ۲۰۰۱ توسط مؤسسه سرمایه‌گذاری گلدمن ساکس، به منظور پیش‌بینی وضعیت اقتصادی جهان و قدرت‌های برتر آن در نیم قرن آینده مطرح گردید. جیم اونیل اولین بار نام مخفف این گروه را در سر تیتر یک روزنامهٔ اقتصادی به کار برد. در ۶۱اُمین اجلاس مجمع عمومی سازمان ملل متحد وزرای امور خارجهٔ کشورهای برزیل، روسیه، هند و چین گفتگوهای مقدماتی را آغاز کردند. بعد از این اجلاس، رهبران ارشد بریک، در ۴ نشست دیپلماتیک دیگر (یکاترینبورگ، سائوپائولو، ژاپن و لندن) به منظور محکم ساختن پایه‌های شکل‌گیری این گروه شرکت کردند.

### اولین اجلاسیه
اولین اجلاسیهٔ گروه بریکس در ۱۶ ژوئن ۲۰۰۹ در یکاترینبورگ روسیه با حضور لوئیس ایناسیو لولا داسیلوا، دمیتری مدودف، منموهن سینگ و هو جینتائو به عنوان نمایندگان کشورهای برزیل، روسیه، هند و چین برگزار گردید. در این اجلاسیه کشورهای عضو بریکس بر موضوعاتی نظیر روش‌های بهبود وضعیت اقتصادی و اصلاح نظام مالی جهان متمرکز گردیدند. همچنین این کشورها در خصوص برقراری روابط پولی و تجاری نزدیک با یکدیگر و ایفای نقش مؤثر و بیشتر در امور اقتصادی جهان به بحث و تبادل نظر پرداختند.
به دنبال نشست یکاترینبورگ، رهبران کشورهای بریکس هشدار دادند که باید در نظام مالی جهان اصلاحاتی صورت بگیرد تا بتواند به یک نظام کارا، مطمئن و باثبات تبدیل شود. هر چند این کشورها منتقد سلطهٔ دلار آمریکایی در نظام رایج ارزی نیستند (موردی که سابقاً روسیه نسبت به آن انتقاد کرده بود) اما در این نشست نگرانی خود را نسبت به کاهش ارزش دلار ابراز کردند.

### پیوستن آفریقای جنوبی
آفریقای جنوبی تلاش‌های فراوانی در سال ۲۰۱۰ به منظور عضویت در گروه بریک از خود نشان داد. وزرای امور خارجهٔ کشورهای عضو در نشستی که در ۲۱ سپتامبر ۲۰۱۰ در نیویورک برگزار گردید، با عضویت آفریقای جنوبی موافقت کردند. عنوان بریک پس از پیوستن آفریقای جنوبی به بریکس تغییر نام یافت. اولین بار جیکوب زوما رئیس‌جمهور آفریقای جنوبی، در ۱۴ آوریل ۲۰۱۱ در سومین اجلاس سازمان بریکس، به عنوان نمایندهٔ این کشور شرکت کرد.

### چهارمین اجلاسیه
در ۲۱ مارس ۲۰۱۱ چهارمین اجلاسیهٔ گروه بریکس در دهلی نو برگزار گردید. افزایش مبادلات تجاری با یکدیگر، همکاری ارزی، کاهش وابستگی به اروپا و ایالات متحدهٔ آمریکا و طرح تأسیس بانک توسعهٔ جنوب-جنوب از موضوعات مطرح شده در این اجلاسیه بود.

### پانزدهمین اجلاسیه

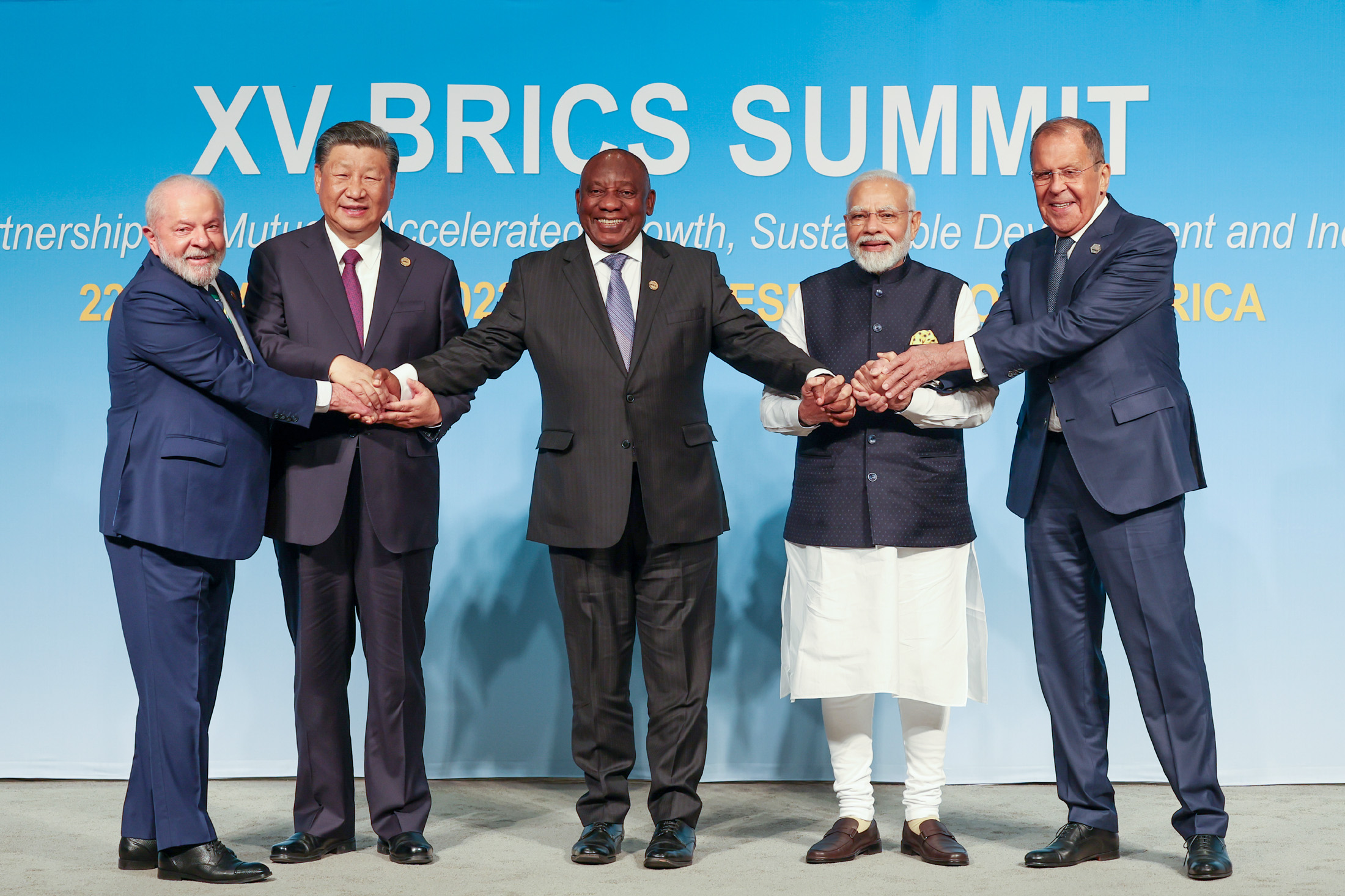
عکس دسته‌جمعی سران کشورهای عضو بریکس

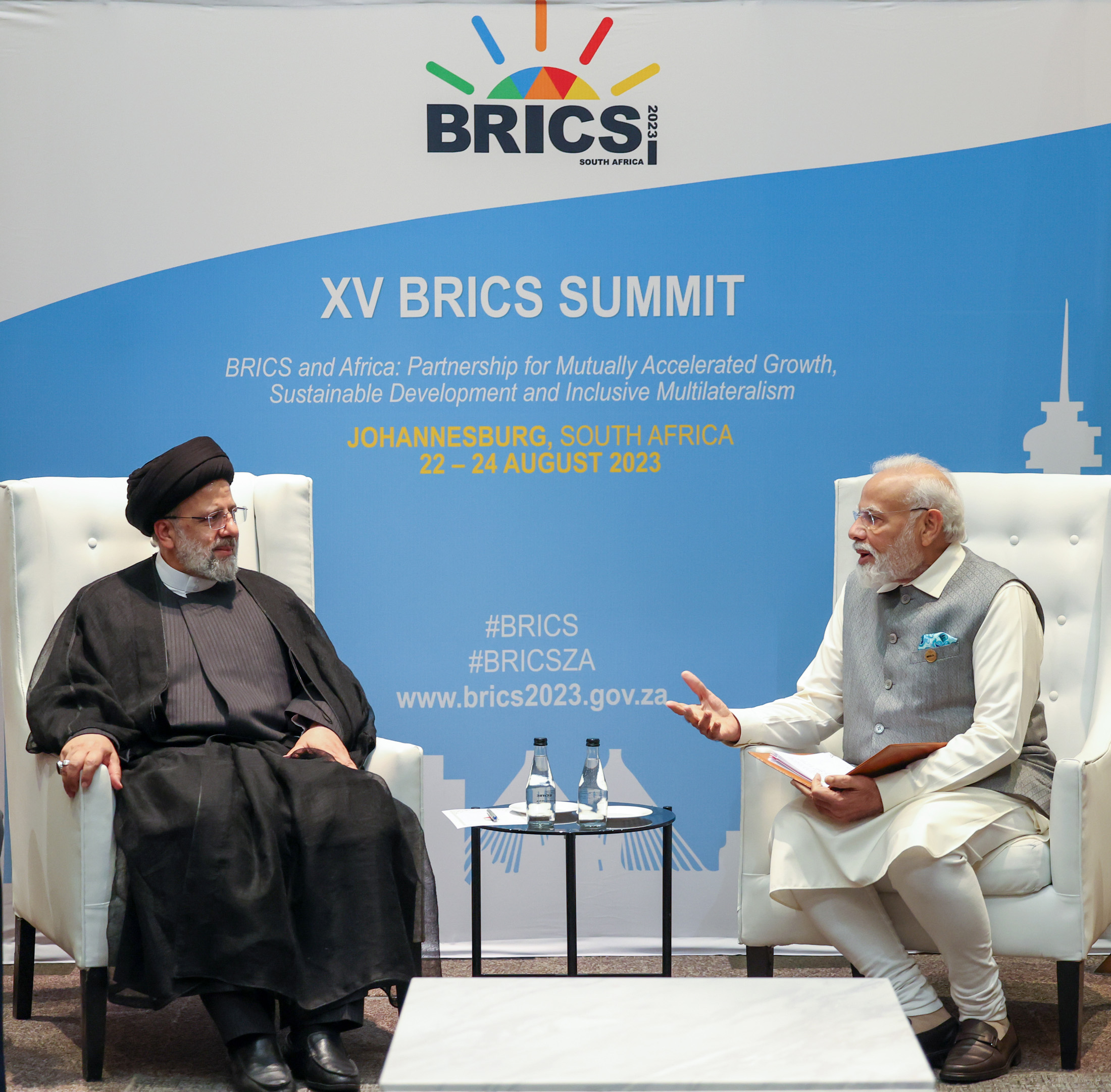
نارندرا مودی و ابراهیم رئیسی در پانزدهمین اجلاسیه بریکس

پانزدهمین اجلاسیه سران بریکس با حضور نمایندگان و رهبران پنج کشور عضو یعنی برزیل، روسیه، هند، چین و آفریقای جنوبی به تاریخ اوت ۲۰۲۳ و در شهر ژوهانسبورگ برگزار شد.
رئیس‌جمهور آفریقای جنوبی از رهبران ۶۷ کشور از جمله ایران برای حضور در این اجلاس دعوت کرد. در این نشست، سیریل رامافوزا، رئیس‌جمهور آفریقای جنوبی اعلام کرد که از آرژانتین، مصر، اتیوپی، ایران، عربستان سعودی و امارات متحده عربی برای پیوستن به این گروه دعوت شده‌است. عضویت کامل این ۶ کشور از ۱ ژانویه ۲۰۲۴ محقق خواهد شد.

## اجلاس سالانه
این گروه از سال ۲۰۰۹ اجلاس‌های سالانه ای را برگزار می‌کند که کشورهای عضو به نوبت میزبانی می‌کنند. قبل از پذیرش آفریقای جنوبی، دو اجلاس بریک در سال‌های ۲۰۰۹ و ۲۰۱۰ برگزار شد. اولین اجلاس پنج عضوی بریکس در سال ۲۰۱۱ برگزار شد. آخرین اجلاس سران بریکس در اوت ۲۰۲۳ به میزبانی آفریقای جنوبی برگزار شد.
| شماره | تاریخ                                                                                      | کشور میزبان   | رهبر میزبان                | مکان                                                  |
| ----- | ------------------------------------------------------------------------------------------ | ------------- | -------------------------- | ----------------------------------------------------- |
| ۱     | ۱۶ ژوئن ۲۰۰۹                                                                               | روسیه         | دیمیتری مدودف              | یکاترینبورگ (خانه سواستیانوف)                         |
| ۲     | ۱۵ آوریل ۲۰۱۰                                                                              | برزیل         | لوئیس ایناسیو لولا داسیلوا | برازیلیا (کاخ ایتاماراتی)                             |
| ۳     | ۱۴ آوریل ۲۰۱۱                                                                              | چین           | هو جینتائو                 | سانیا (استراحتگاه شرایتون سانیا)                      |
| ۴     | ۲۹ مارس ۲۰۱۲                                                                               | هند           | مانموهان سینگ              | دهلی نو (هتل تاج محل)                                 |
| ۵     | ۲۷–۲۶ مارس ۲۰۱۳                                                                            | آفریقای جنوبی | جیکوب زوما                 | دوربان (مرکز همایش‌های بین‌المللی اینکوسی آلبرت لوتولی) |
| ۶     | ۱۷–۱۴ ژوئیه ۲۰۱۴                                                                           | برزیل         | دیلما روسف                 | فورتالزا (مرکز همایش‌ها)                               |
| ۷     | ۹–۸ ژوئیه ۲۰۱۵                                                                             | روسیه         | ولادیمیر پوتین             | اوفا (سالن کنگره)                                     |
| ۸     | ۱۶–۱۵ اکتبر ۲۰۱۶                                                                           | هند           | نارندرا مودی               | بنولیم (تاج اگزوتیکا)                                 |
| ۹     | ۳–۵ سپتامبر ۲۰۱۷                                                                           | چین           | شی جین پینگ                | شیامن (مرکز همایش‌های بین‌المللی شیامن                  |
| ۱۰    | ۲۵–۲۷ ژوئیه ۲۰۱۸                                                                           | آفریقای جنوبی | سیریل رامافوزا             | ژوهانسبورگ (مرکز همایش سندتون)                        |
| ۱۱    | ۱۳–۱۴ نوامبر ۲۰۱۹                                                                          | برزیل         | ژائیر بولسونارو            | برازیلیا (کاخ ایتاماراتی)                             |
| ۱۲    | ۲۳–۲۱ ژوئیه ۲۰۲۰ (به دلیل دنیاگیری کووید-۱۹ به تعویق افتاد) ۱۷ نوامبر ۲۰۲۰ (ویدئو کنفرانس) | روسیه         | ولادیمیر پوتین             | سنت پترزبورگ                                          |
| ۱۳    | ۹ سپتامبر ۲۰۲۱ (ویدئو کنفرانس)                                                             | هند           | نارندرا مودی               | دهلی نو                                               |
| ۱۴    | ۲۳ ژوئن ۲۰۲۲ (ویدئو کنفرانس)                                                               | چین           | شی جینپینگ                 | پکن                                                   |
| ۱۵    | ۲۴–۲۲ اوت ۲۰۲۳                                                                             | آفریقای جنوبی | سیریل رامافوزا             | ژوهانسبورگ (مرکز همایش سندتون)                        |
| ۱۶    | اکتبر ۲۰۲۴                                                                                 | روسیه         | ولادیمیر پوتین             | کازان                                                 |

## رهبران کنونی

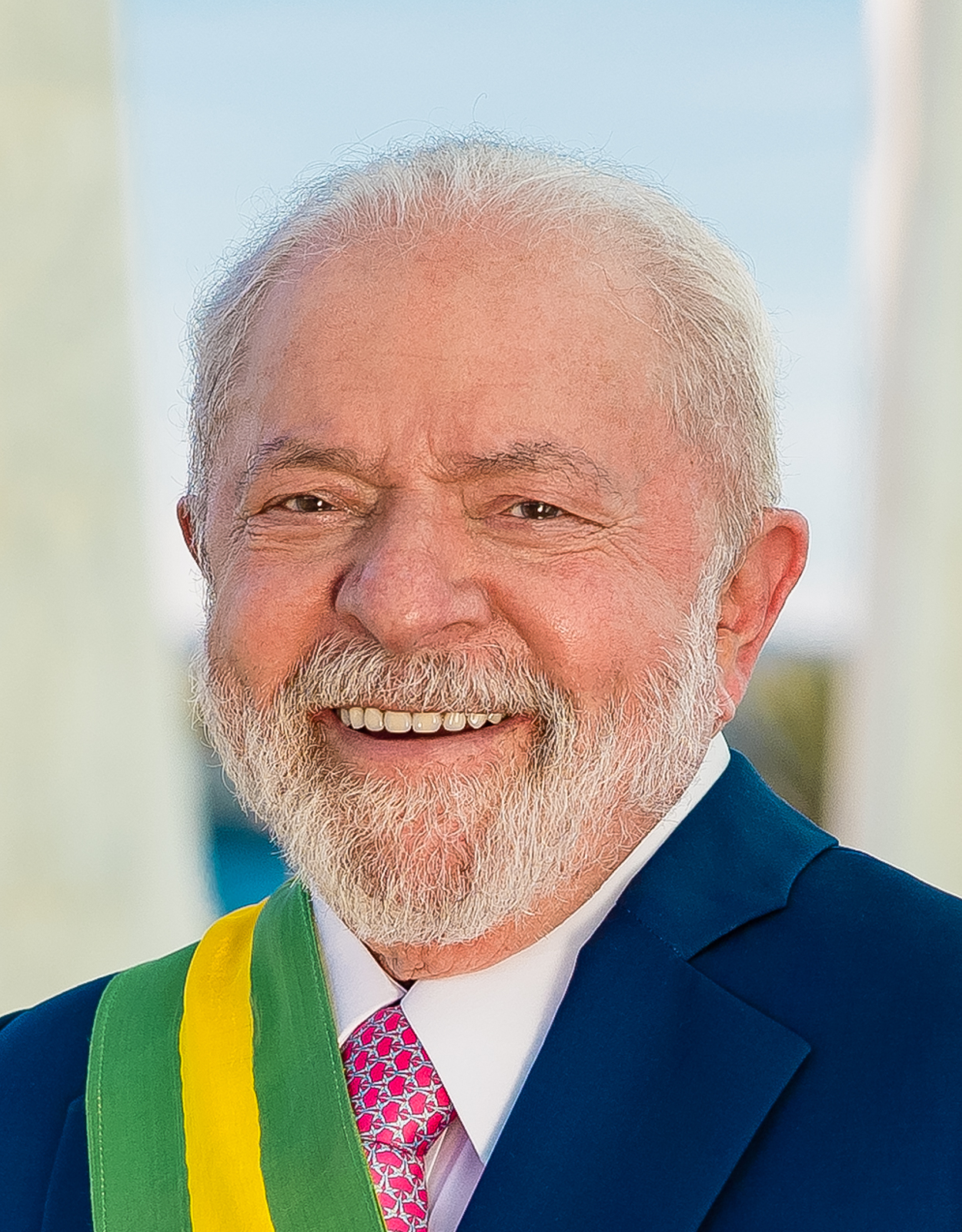
BRA لوئیس ایناسیو لولا دا سیلوا، رئیس‌جمهور
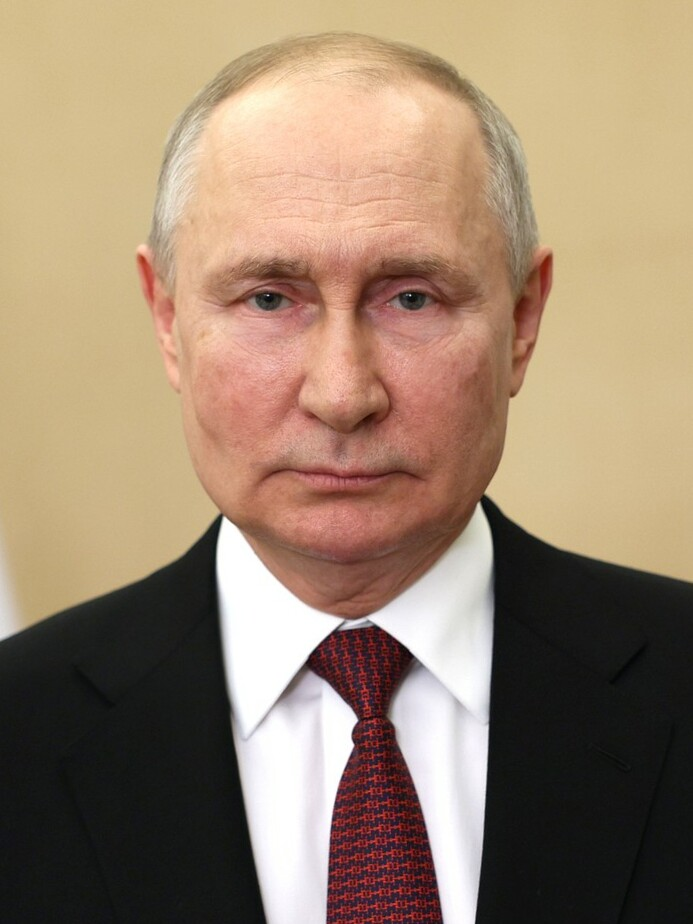
' ولادیمیر پوتین، رئیس‌جمهور
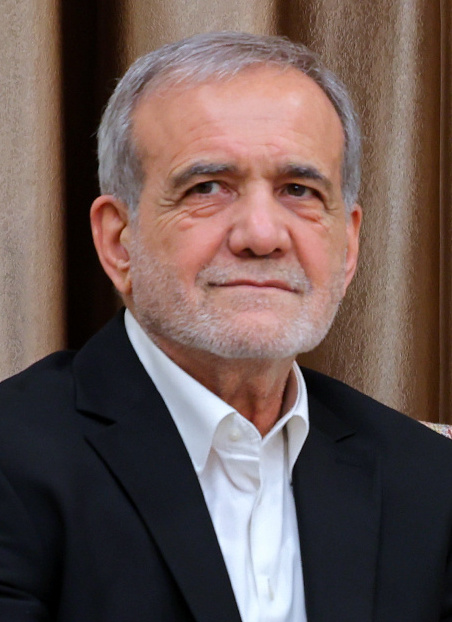
' مسعود پزشکیان، رئیس‌جمهور
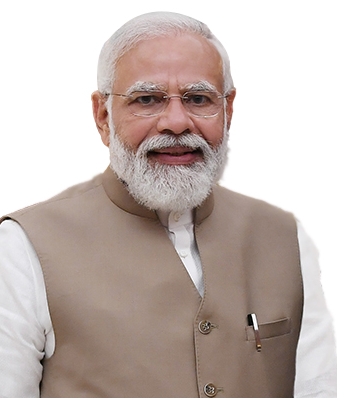
' نارندرا مودی، نخست‌وزیر
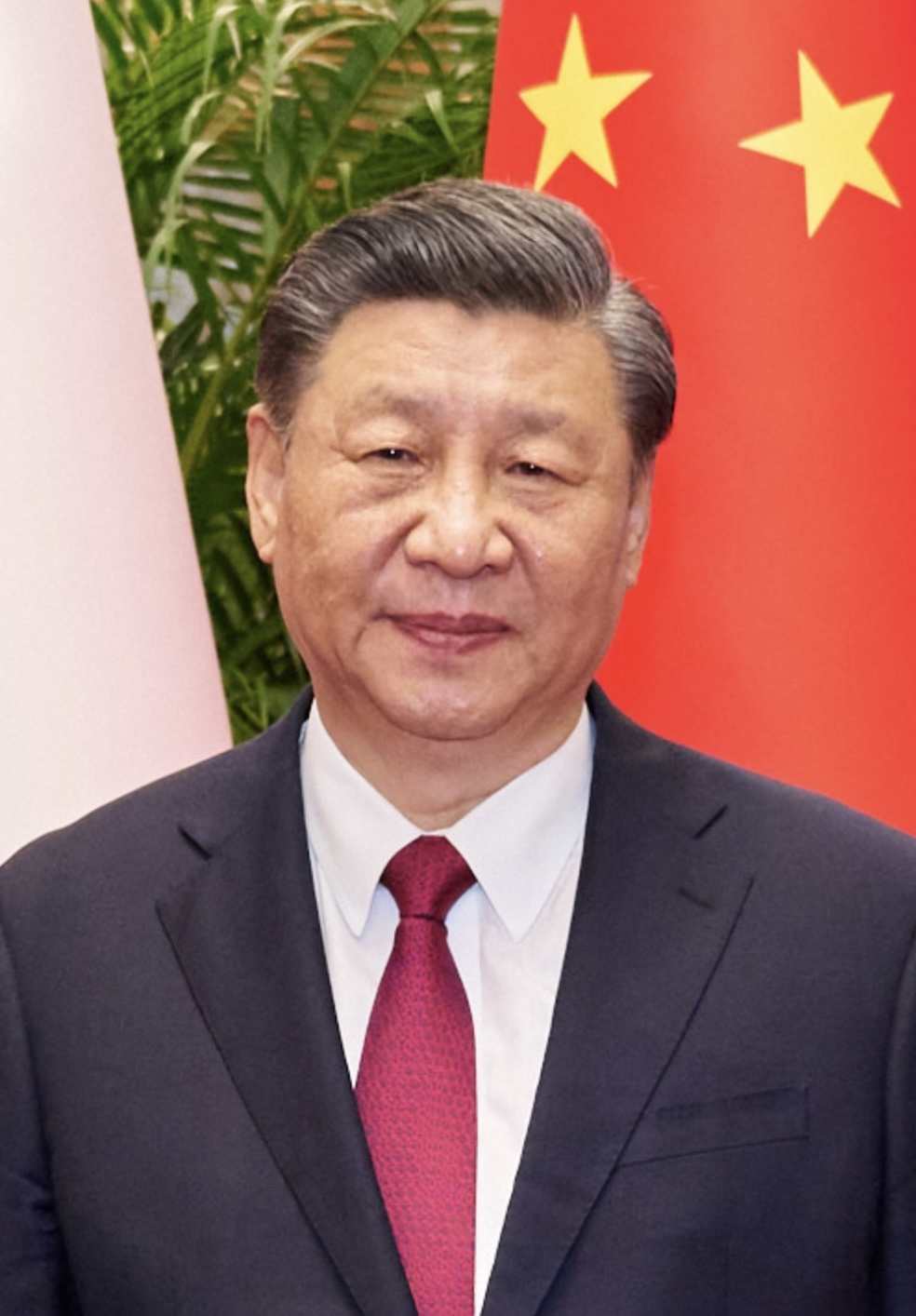
' شی جین پینگ، رئیس‌جمهور
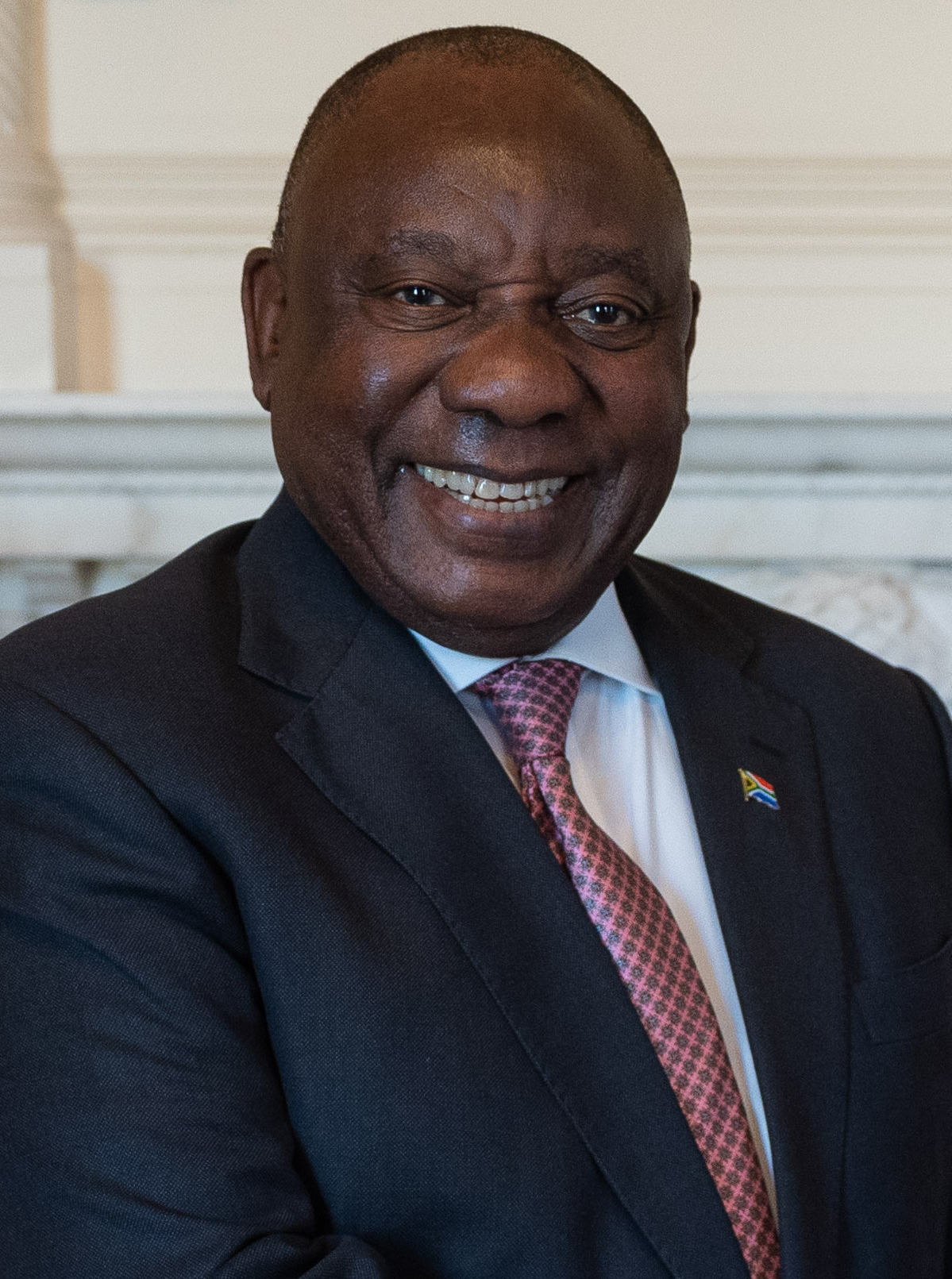
' سیریل رامافوزا، رئیس‌جمهور
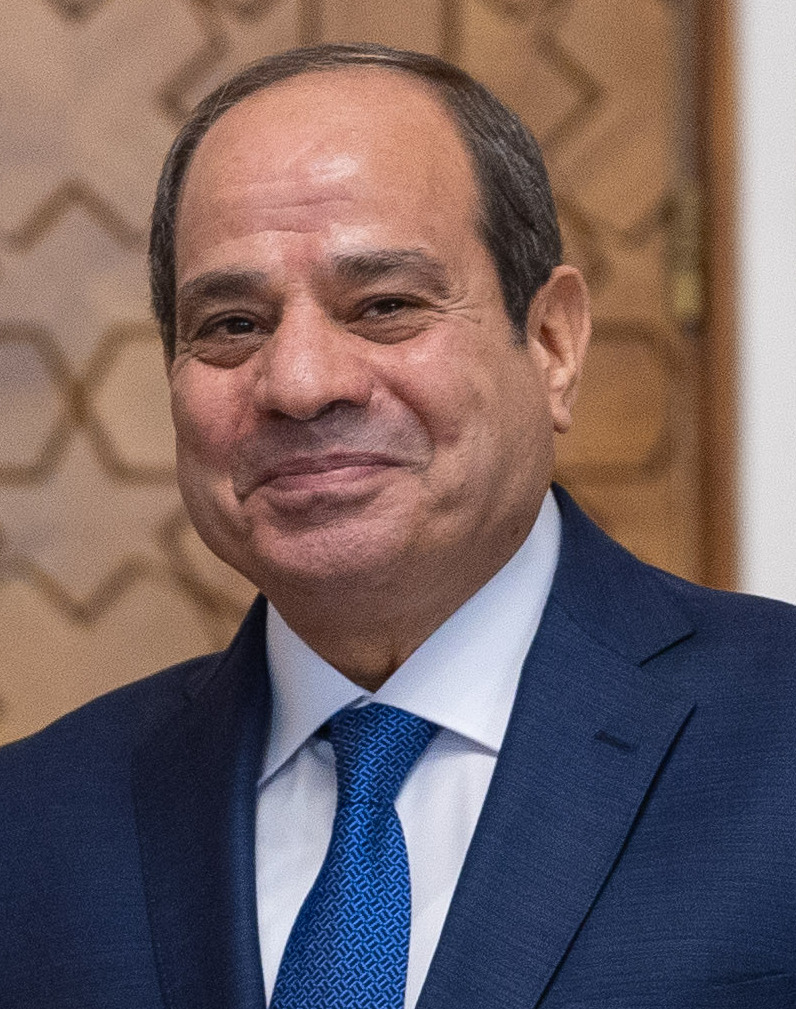
' عبدالفتاح السیسی، رئیس‌جمهور
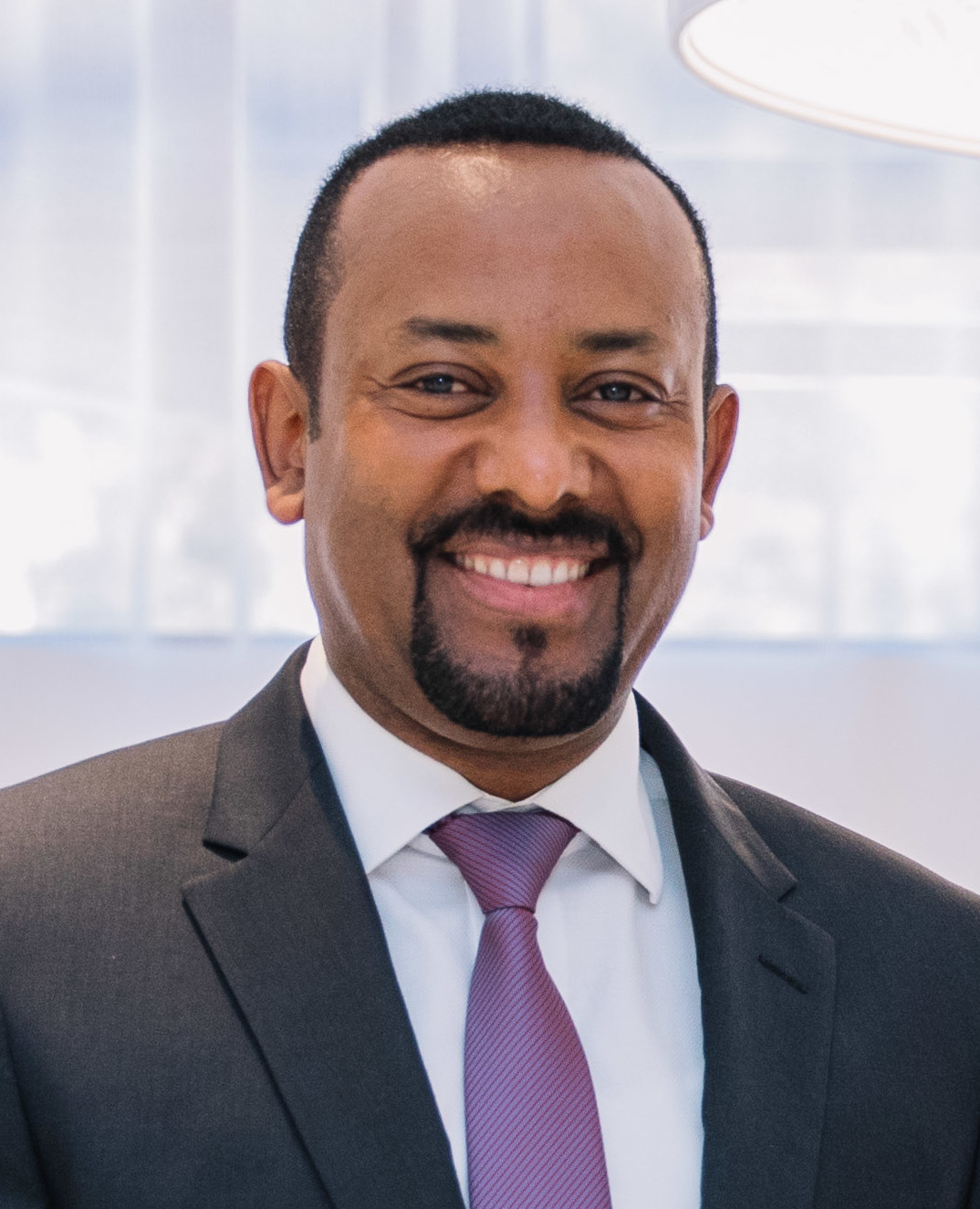
' آبی احمد، نخست‌وزیر
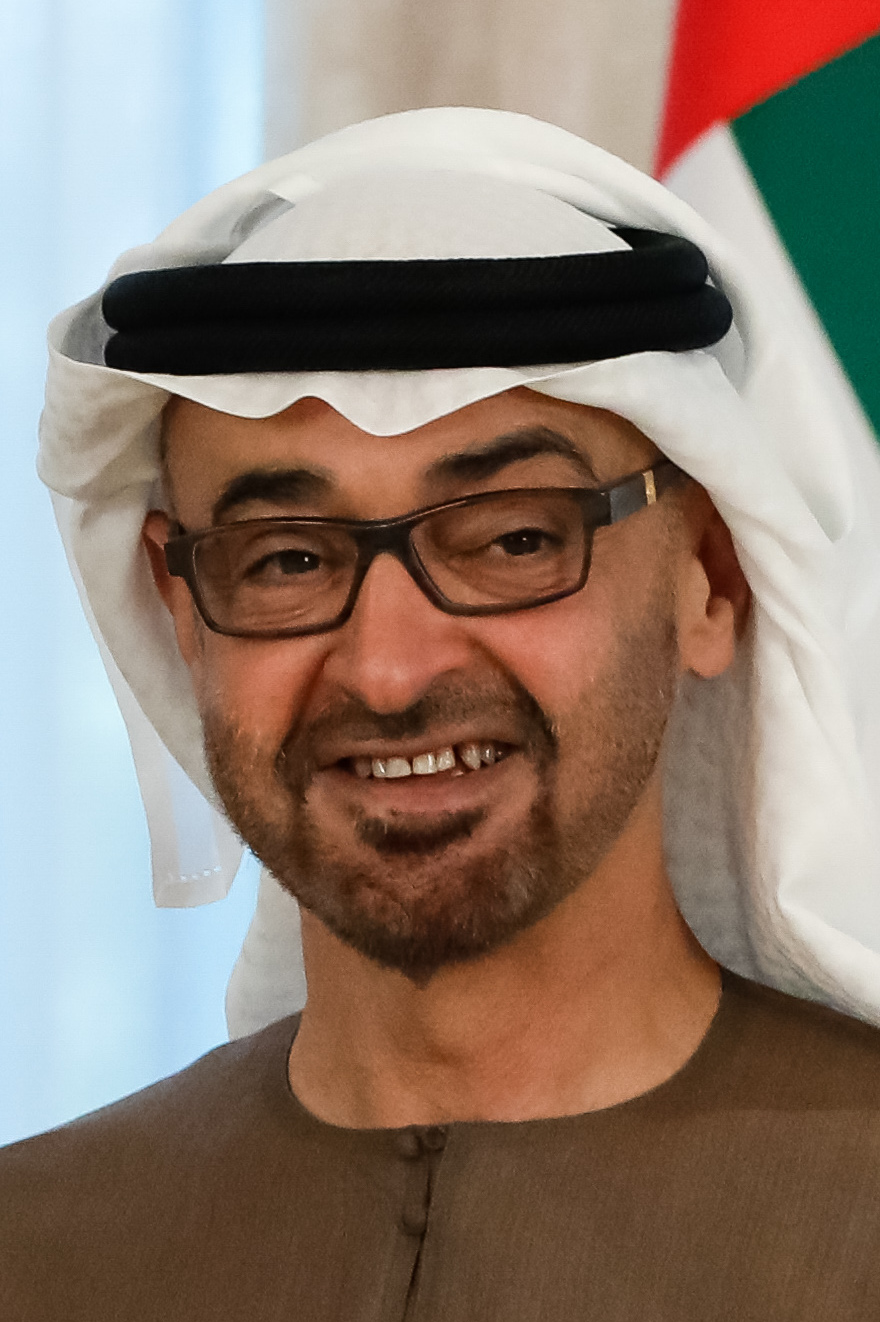
UAE محمد بن زاید آل نهیان، رئیس
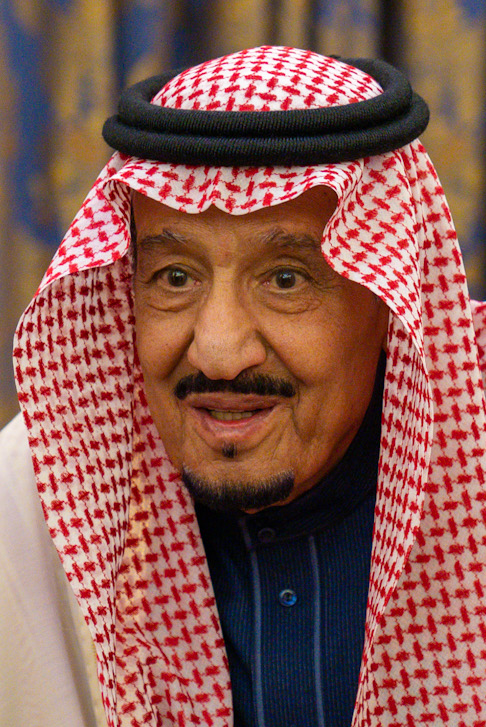
KSA سلمان بن عبدالعزیز، پادشاه

- برزیل
لوئیس ایناسیو لولا دا سیلوا، رئیس‌جمهور
- روسیه
ولادیمیر پوتین، رئیس‌جمهور
- ایران
مسعود پزشکیان، رئیس‌جمهور
- هند

نارندرا مودی، نخست‌وزیر
- چین
شی جین پینگ، رئیس‌جمهور
- آفریقای جنوبی

سیریل رامافوزا، رئیس‌جمهور
- مصر

عبدالفتاح السیسی، رئیس‌جمهور
- اتیوپی

آبی احمد، نخست‌وزیر
- امارات متحده عربی
محمد بن زاید آل نهیان، رئیس
- عربستان سعودی
 سلمان بن عبدالعزیز، پادشاه

## کشورهای عضو
| اعضا          | رهبر      | رهبر           | وزیر دارایی | وزیر دارایی       | رئیس بانک مرکزی | (۲۰۲۱) تولید ناخالص داخلی درهر بخش (اسمی·برابری قدرت خرید) دلار آمریکا | (۲۰۲۱) تولید ناخالص داخلی درهر بخش (اسمی·برابری قدرت خرید) دلار آمریکا | ۲۰۲۱ شاخص توسعه انسانی |
| ------------- | --------- | -------------- | ----------- | ----------------- | --------------- | ---------------------------------------------------------------------- | ---------------------------------------------------------------------- | ---------------------- |
| روسیه         | رئیس‌جمهور | ولادیمیر پوتین | وزیر دارایی | آنتون سیلوانوف    | سرگی ایگناتیف   | ۱۴٬۴۰۳                                                                 | ۳۴٬۸۳۷                                                                 | ۰٫۸۲۲                  |
| چین           | رئیس‌جمهور | شی جین پینگ    | وزیر دارایی | لیو کون           | ژو زیائوچوآن    | ۱۳٬۷۲۱                                                                 | ۲۳٬۳۸۲                                                                 | ۰٫۷۶۸                  |
| برزیل         | رئیس‌جمهور | لولا داسیلوا   | وزیر دارایی | فرناندو حداد      | ایلان گلدفاجن   | ۹٬۶۷۳                                                                  | ۱۸٬۶۸۶                                                                 | ۰٫۷۵۴                  |
| هند           | نخست‌وزیر  | نارندرا مودی   | وزیر دارایی | نیرمالا سیتارامان | داووری سوبارو   | ۳٬۷۳۶                                                                  | ۱۳٬۰۳۳                                                                 | ۰٫۶۳۳                  |
| آفریقای جنوبی | رئیس‌جمهور | سیریل رامافوسا | وزیر دارایی | انوک گودونگوانا   | ژیل مارکوس      | ۶٬۴۸۵                                                                  | ۱۶٬۰۹۱                                                                 | ۰٫۷۱۳                  |

### اعضای جدید
به واسطه ظرفیت موجود در این گروه و همچنین ترس کشورهای مستقل از تحریم‌های دلاری آمریکا، تعداد زیادی از کشورهای مستقل نیز خواستار عضویت در این گروه می‌باشند که در مجموع شانزده کشور را تشکیل می‌دهند.
پنج کشور فهرست زیر در سال ۲۰۲۴ به آن ملحق شدند:
- اتیوپی
- امارات متحده عربی
- ایران
- مصر.
- اندونزی

### اعضا شریک در بریکس
براساس اعلامیه ریودوژانیرو از سوی گروه بریکس: ۱۰ کشور از مناطق مختلف جهان به عنوان اعضای شریک رسمی به این گروه پیوسته‌اند.فهرست کامل اعضای جدید بریکس به عنوان کشور‌های شریک:بلاروس، بولیوی، قزاقستان، کوبا، نیجریه، مالزی، تایلند، ویتنام، اوگاندا،  ازبکستان توسعه جدید، گامی مهم در راستای گسترش همکاری‌های جنوب جهانی و تقویت چندجانبه‌گرایی در نظام بین‌الملل تلقی می‌شود.
- قزاقستان[۴۹]
- نیجریه
- کوبا
- ویتنام
- بولیوی[۵۰]
- تایلند[۵۱]
  -  اوگاندا[۵۲]
- بلاروس[۵۳]
- مالزی
- ازبکستان

### کشورهای متقاضی عضویت
۸ کشور زیر به‌طور رسمی درخواست عضویت در بریکس را ثبت کرده‌اند:
- الجزایر[۵۵] (ثبت درخواست در ۲۰۲۲)
- بحرین[۵۶]

- بنگلادش[۵۷] (ثبت درخواست در ۲۰۲۳)
- فلسطین (ثبت درخواست در ۲۰۲۳)
- کویت (ثبت درخواست در ۲۰۲۳)
- هندوراس (ثبت درخواست در ۲۰۲۳)
- ونزوئلا (ثبت درخواست در ۲۰۲۳)
- جمهوری آذربایجان (ثبت درخواست در ۲۰۲۴)

### کشورهای علاقه‌مند به عضویت
از کشورهای زیر به عنوان علاقه مندان احتمالی عضویت در بریکس نام برده می‌شود:
- افغانستان[۵۸]
- آنگولا[۵۹]
- کومور
- جمهوری دموکراتیک کنگو
- گابن
- گینه بیسائو
- نیکاراگوئه
- پاکستان
- سودان
- سوریه
- تونس
- سنگال
- زیمبابوه
- صربستان

## ساختار مالی
هم‌اکنون ساختار مالی بریکس دارای دو بخش است: «بانک توسعه نوین» (NDB)، که آن را با عنوان «بانک توسعهٔ بریکس» هم می‌شناسند و «قرارداد اندوختهٔ احتیاطی» (CRA). هر دو بخش در سال ۲۰۱۴ در قالب معاهده امضا شده و از ۲۰۱۵ عملیاتی شدند.

### بانک توسعه نوین
بانک توسعهٔ نوین یک بانک توسعهٔ چندملیتی است که توسط کشورهای عضو بریکس مدیریت می‌شود. تمرکز اصلی این بانک در بخش وام، تأمین مالی طرح‌های زیربنایی است و در این بخش سالانه تا سقف ۳۴ میلیارد دلار مجوز کلی تأمین مالی دارد. آفریقای جنوبی نمایندگی آفریقایی این بانک را تحت عنوان «مرکز منطقهٔ آفریقای بانک جدید توسعه» برعهده دارد. این بانک با سرمایهٔ اولیهٔ ۵۰ میلیارد دلار تأسیس شد که قرار بود در طول زمان تا ۱۰۰ میلیارد دلار افزایش یابد. هر کدام از پنج کشور مؤسس موظف به تأمین ۱۰ میلیارد دلار برای تأسیس بانک بودند. در سال ۲۰۲۰ این بانک ۵۳ طرح به ارزش تقریبی ۱۵ میلیارد دلار را در دست بررسی داشت.
در سپتامبر ۲۰۲۱، اروگوئه، امارات متحده عربی، بنگلادش و مصر به عنوان اعضای جدید بانک توسعه جدید بریکس پذیرفته شدند.

### قرارداد اندوخته احتیاطی
قرارداد اندوختهٔ احتیاطی (Contingent Reserve Arrangement یا CRA)، چارچوبی است که اعضای بریکس برای حفاظت از خود در برابر فشارهای نقدینگی جهانی اتخاذ کرده‌اند. این حفاظت در کنار دیگر کارکردها شامل فشارهای ارزی هم می‌شود که از طرف دیگر بخش‌های اقتصاد جهان بر پول ملی کشورهای عضو وارد می‌گردد. مطالعات نشان داده اقتصادهای نوظهور که دست به آزادسازی سریع اقتصادی زده‌اند دچار نوسانات فزاینده‌ای شده‌اند که در نهایت محیط اقتصاد کلان آن‌ها را نامطمئن ساخته است. ناظران، این چارچوب احتیاطی را عموماً رقیب صندوق بین‌المللی پول (IMF) می‌دانند و آن را در کنار بانک توسعهٔ نوین بریکس (NDB) به‌عنوان نماد افزایش همکاری‌های جنوب با جنوب درنظر می‌گیرند. این چارچوب در سال ۲۰۱۵ توسط کشورهای عضو بریکس تأسیس شد. شالودهٔ حقوقی آن در ۱۵ ژوئیه ۲۰۱۴ تحت عنوان معاهدهٔ تشکیل یک قرارداد اندوختهٔ احتیاطی برای بریکس در شهر فورتالزای برزیل، به امضای کشورهای عضو رسید. جلسات افتتاحیهٔ شورای حکام و کمیتهٔ دایمی این قرارداد در ۴ سپتامبر ۲۰۱۵ در آنکارا (ترکیه) برگزار شد. این جلسات پس از تصویب همه کشورهای عضو آغاز به‌کار کرد که اعلامیهٔ آن‌ها در هفتمین اجلاس بریکس در ژوئیه ۲۰۱۵ منتشر شده بود.

### نظام پرداخت بریکس
در نشست سال ۲۰۱۵ بریکس در روسیه، وزرای کشورهای بریکس یک رشته رایزنی برای ایجاد نظام پرداختی که بتواند جایگزین سامانهٔ سوئیفت (جامعهٔ جهانی ارتباطات مالی بین بانکی) شود آغاز کردند. در همان زمان سرگئی ریابکوف، معاون وزیر امور خارجه روسیه در مصاحبه‌ای گفت: «وزرای دارایی و مدیران بانک‌های مرکزی کشورهای عضو بریکس در حال مذاکره… برای راه‌اندازی نظام‌های پرداخت مستقل و حرکت به سمت تسویه حساب با ارزهای ملی خودشان هستند. سوئیفت یا هر چیز دیگری که باشد، به هر حال یک سامانه پرداخت چندجانبه جهانی که استقلال بیشتری را برای کشورها فراهم کند، تضمینی قطعی برای بریکس خواهد بود.»
همچنین بانک مرکزی روسیه (CBR) رایزنی‌هایی را با کشورهای بریکس برای ایجاد سامانه پرداختی که جایگزینی برای سوئیفت باشد را آغاز کرد. مزایای اصلی که مورد توجه هستند، پشتیبان‌گیری و جایگزینی در صورت بروز اختلال در سوئیفت بود. قائم مقام بانک مرکزی روسیه، اولگا اسکوروبوگاتووا، در مصاحبه ای اظهار داشت: «تنها موضوعی که ممکن است برای همه ما در بریکس جالب باشد، بررسی و گفتگو در مورد امکان راه‌اندازی سامانه‌ای است که بتوانند به‌عنوان یک پشتیبان برای اعضای بریکس عمل کند.»
چین نیز اقدام به توسعهٔ سامانه پرداخت جایگزین سوئیفت برای خود کرده است. این نظام یک سامانه پرداخت میان‌بانکی و فرامرزی (CIPS) است که به مؤسسات مالی در سراسر جهان امکان می‌دهد اطلاعات مربوط به تراکنش‌های مالی را به صورت ایمن، استاندارد و قابل اعتماد ارسال و دریافت کنند. هند نیز دارای سیستمی به نام سامانه پیام‌رسانی ساختاریافته مالی (SFMS) برای خود است. روسیه دارای سامانه انتقال پیام‌های مالی SPFS و برزیل دارای سامانه Pix است.

### احتمال ایجاد ارز مشترک
قرار بود کشورهای عضو بریکس در اجلاس ۲۰۲۳ در آفریقای جنوبی پیرامون امکان ایجاد یک ارز مشترک یا چیزی مشابه آن بحث کنند. به گفته میکاتکیسو کوبایی، کارشناس بریکس، مزایایی چون منصفانه‌تر شدن و آسان‌تر شدن تجارت خارجی و همچنین کاهش عمده در هزینهٔ معاملات می‌تواند از جمله دلایل تشکیل یک اتحادیهٔ ارزی باشند. جوزف سالیوان، مشاور ارشد سابق کاخ سفید، در مجلهٔ آمریکایی فارین پالیسی نوشت: «ارز مشترک بریکس چیز متفاوتی خواهد بود.» چون همگی کشورهای عضو آن از رقبای نظام بین‌المللی هستند که غرب رهبری آن را بر عهده دارد. «اکنون وزن این کشورها از نظر شاخص تولید ناخالص داخلی، نه تنها مجموعاً بر هژمون حاکم، یعنی ایالات متحده، بلکه بر کل کشورهای گروه هفت در کنار هم برتری دارد.» از نظر سالیوان، بریکس امکان دستیابی به سطحی از خودکفایی در تجارت بین‌الملل را دارد که دیگر اتحادیه‌های پولی مثل منطقه یورو آرزوی آن را داشتند. دلیل این موضوع، تنوع جغرافیایی کشورهای عضو است که امکان تولید کالاها و خدمات متنوع‌تری را در اختیار می‌گذارد.

## تهدید ایالات متحده آمریکا
دونالد ترامپ، رئیس‌جمهور آمریکا اعلام کرده که هر عضو بریکس بخواهد برای نابودی دلار تلاش کند، با تعرفه شدید ۱۵۰ درصدی و تحریم‌های شدید مواجه خواهد شد.